# Squadra polacca di Coppa Davis
La squadra polacca di Coppa Davis rappresenta la Polonia nella Coppa Davis, ed è posta sotto l'egida della Polski Związek Tenisowy.
La squadra partecipa alla competizione dal 1925, e ad oggi il miglior risultato della sua storia sono il raggiungimento del Gruppo Mondiale nel 2016.

## Organico 2024
Vengono di seguito illustrati i convocati per ogni singolo turno della Coppa Davis 2024. A sinistra dei nomi la nazione affrontata e il risultato finale. Fra parentesi accanto ai nomi, il ranking del giocatore nel momento della disputa degli incontri (la "d" indica che il ranking corrisponde alla specialità del doppio).
| Gruppo Mondiale I - Playoff | Gruppo Mondiale I - Playoff                                                                                   |
| Uzbekistan (4-0)            | Hubert Hurkacz (8) Maks Kaśnikowski (271) Kamil Majchrzak (807) Jan Zieliński (26 d) Karol Drzewiecki (131 d) |
| --------------------------- | --- |

| Gruppo Mondiale I - Turno principale | Gruppo Mondiale I - Turno principale                                                                             |
| Corea del Sud (1-3)                  | Kamil Majchrzak (163) Maks Kaśnikowski (173) Martyn Pawelski (661) Jan Zieliński (27 d) Karol Drzewiecki (120 d) |
| ------------------------------------ | --- |

## Risultati
= Incontro del Gruppo Mondiale

### 2010-2019
| Anno | Turno                           | Data            | Sede                 | Avversario           | Punteggio | Esito     |
| ---- | ------------------------------- | --------------- | -------------------- | -------------------- | --------- | --------- |
| 2010 | Gruppo I, 1º Turno              | 5-7 marzo       | Sopot (POL)          | Finlandia            | 2–3       | Sconfitta |
| 2010 | Gruppo I, Playoff 2º Turno      | 17-19 settembre | Riga (LVA)           | Lettonia             | 3–2       | Vittoria  |
| 2011 | Gruppo I, 1º Turno              | 4-6 marzo       | Ramat HaSharon (ISR) | Israele              | 2–3       | Sconfitta |
| 2011 | Gruppo I, Playoff 2º Turno      | 16-18 settembre | Espoo (FIN)          | Finlandia            | 2–3       | Sconfitta |
| 2012 | Gruppo II, 1º Turno             | 10-12 febbraio  | Varsavia (POL)       | Madagascar           | 5–0       | Vittoria  |
| 2012 | Gruppo II, 2º Turno             | 6-8 aprile      | Inowrocław (POL)     | Estonia              | 4–1       | Vittoria  |
| 2012 | Gruppo II, 3º Turno             | 14-16 settembre | Łódź (POL)           | Bielorussia          | 3–2       | Vittoria  |
| 2013 | Gruppo I, 1º Turno              | 1-3 febbraio    | Breslavia (POL)      | Slovenia             | 3–2       | Vittoria  |
| 2013 | Gruppo I, 2º Turno              | 5-7 aprile      | Zielona Góra (POL)   | Sudafrica            | 3–1       | Vittoria  |
| 2013 | Spareggi Gruppo Mondiale        | 13-15 settembre | Varsavia (POL)       | Australia            | 1–4       | Sconfitta |
| 2014 | Gruppo I, 1º Turno              | 31 gen.-2 feb.  | Mosca (RUS)          | Russia               | 3–2       | Vittoria  |
| 2014 | Gruppo I, 2º Turno              | 4-6 aprile      | Varsavia (POL)       | Croazia              | 1–3       | Sconfitta |
| 2015 | Gruppo I, 1º Turno              | 6-8 marzo       | Płock (POL)          | Lituania             | 3–0       | Vittoria  |
| 2015 | Gruppo I, 2º Turno              | 17-19 luglio    | Stettino (POL)       | Ucraina              | 3–1       | Vittoria  |
| 2015 | Spareggi Gruppo Mondiale        | 18-20 settembre | Gdynia (POL)         | Slovacchia           | 3–2       | Vittoria  |
| 2016 | Gruppo Mondiale, 1º Turno       | 4-6 marzo       | Danzica (POL)        | Argentina            | 2–3       | Sconfitta |
| 2016 | Spareggi Gruppo Mondiale        | 16-18 settembre | Berlino (DEU)        | Germania             | 2–3       | Sconfitta |
| 2017 | Gruppo I, 1º Turno              | 3-5 febbraio    | Zenica (BIH)         | Bosnia ed Erzegovina | 0–5       | Sconfitta |
| 2017 | Gruppo I, 2º Turno              | 15-17 settembre | Bratislava (SVK)     | Slovacchia           | 1–4       | Sconfitta |
| 2018 | Gruppo II, 1º Turno             | 3-4 febbraio    | Maribor (SVN)        | Slovenia             | 3–2       | Vittoria  |
| 2018 | Gruppo II, 1º Turno             | 7-8 aprile      | Sopot (POL)          | Zimbabwe             | 4–1       | Vittoria  |
| 2018 | Gruppo II, 3º Turno             | 15-16 settembre | Cluj-Napoca (ROU)    | Romania              | 3–2       | Vittoria  |
| 2019 | Gruppo III, Round Robin         | 11 settembre    | Atene (GRC)          | Monaco               | 3–0       | Vittoria  |
| 2019 | Gruppo III, Round Robin         | 12 settembre    | Atene (GRC)          | Grecia               | 2–1       | Vittoria  |
| 2019 | Gruppo III, Round Robin         | 13 settembre    | Atene (GRC)          | Lussemburgo          | 3-0       | Vittoria  |
| 2019 | Gruppo III, Playoff 1º–4º Posto | 14 settembre    | Atene (GRC)          | Estonia              | 2–0       | Vittoria  |

### 2020-2029
| Anno | Turno                                | Data            | Sede                      | Avversario    | Punteggio | Esito     |
| ---- | ------------------------------------ | --------------- | ------------------------- | ------------- | --------- | --------- |
| 2020 | Gruppo Mondiale II, Playoff          | 6-7 marzo       | Kalisz (POL)              | Hong Kong     | 4–0       | Vittoria  |
| 2021 | Gruppo Mondiale II, Turno principale | 5-6 marzo       | Kalisz (POL)              | El Salvador   | 3–1       | Vittoria  |
| 2022 | Gruppo Mondiale I, Playoff           | 4-5 marzo       | Porto (PRT)               | Portogallo    | 0–4       | Sconfitta |
| 2022 | Gruppo Mondiale II, Turno principale | 16-17 settembre | Inowrocław (POL)          | Indonesia     | 5–0       | Vittoria  |
| 2023 | Gruppo Mondiale I, Playoff           | 4-5 febbraio    | Miki (JPN)                | Giappone      | 0–4       | Sconfitta |
| 2023 | Gruppo Mondiale II, Turno principale | 15-16 settembre | Grodzisk Mazowiecki (POL) | Barbados      | 4–0       | Vittoria  |
| 2024 | Gruppo Mondiale I, Playoff           | 2-3 febbraio    | Tashkent (UZB)            | Uzbekistan    | 4–0       | Vittoria  |
| 2024 | Gruppo Mondiale I, Turno principale  | 13-14 settembre | Zielona Góra (POL)        | Corea del Sud | 1–3       | Sconfitta |

## Statistiche giocatori
Di seguito la classifica dei tennisti polacchi con almeno una partecipazione in Coppa Davis, ordinati in base al numero di vittorie. In caso di parità si tiene conto del maggior numero di incontri disputati; in caso di ulteriore parità viene dato più valore agli incontri in singolare; come quarto e ultimo criterio viene considerata la data d'esordio. In grassetto quelli tuttora in attività.

Aggiornato alla Coppa Davis 2025 (Georgia-Polonia 0-4).
| #  | Tennista             | Singolare | Doppio | Totale |
| -- | -------------------- | --------- | ------ | ------ |
| 1  | Bartłomiej Dąbrowski | 28-19     | 9-6    | 37-25  |
| 2  | Łukasz Kubot         | 19-10     | 16-3   | 35-13  |
| 3  | Marcin Matkowski     | 4-2       | 31-10  | 35-12  |
| 4  | Mariusz Fyrstenberg  | 7-7       | 22-7   | 29-14  |
| 5  | Wojciech Fibak       | 19-5      | 9-7    | 28-12  |
| 6  | Władysław Skonecki   | 23-13     | 3-7    | 26-20  |
| 9  | Ignacy Tłoczyński    | 23-8      | 3-9    | 26-17  |
| 8  | Wiesław Gąsiorek     | 19-18     | 6-6    | 25-24  |
| 9  | Wojciech Kowalski    | 16-8      | 7-7    | 23-15  |
| 10 | Jerzy Janowicz       | 22-10     | 0-0    | 22-10  |
| 11 | Tadeusz Nowicki      | 7-15      | 11-13  | 18-28  |
| 12 | Józef Hebda          | 13-9      | 1-9    | 14-18  |
| 13 | Kamil Majchrzak      | 14-9      | 0-0    | 14-9   |
| 14 | Michał Przysiężny    | 12-16     | 0-0    | 12-16  |
| 15 | Tomasz Iwański       | 8-3       | 4-3    | 12-6   |
| 16 | Hubert Hurkacz       | 9-9       | 2-0    | 11-9   |
| 17 | Andrzej Licis        | 10-9      | 0-0    | 10-9   |
| 18 | Józef Piątek         | 5-5       | 3-12   | 8-17   |
| 19 | Michał Chmela        | 4-4       | 3-4    | 7-8    |
| 20 | Jacek Niedźwiedzki   | 4-5       | 2-4    | 6-9    |
| 21 | Michał Gawłowski     | 3-2       | 3-2    | 6-4    |
| 22 | Jan Zieliński        | 0-1       | 6-3    | 6-4    |
| 23 | Henrik Drzymalski    | 4-13      | 1-4    | 5-17   |
| 24 | Lech Bieńkowski      | 3-6       | 2-4    | 5-10   |
| 25 | Kazimierz Tarłowski  | 4-3       | 1-1    | 5-4    |
| 26 | Mieczysław Rybarczyk | 4-2       | 1-2    | 5-4    |
| 27 | Maksymilian Stolarow | 3-7       | 1-5    | 4-12   |
| 28 | Darek Nowicki        | 2-3       | 2-0    | 4-3    |
| 29 | Józef Orlikowski     | 2-2       | 2-1    | 4-3    |
| 30 | Krystian Pfeiffer    | 4-2       | 0-0    | 4-2    |

| #  | Tennista              | Singolare | Doppio | Totale |
| -- | --------------------- | --------- | ------ | ------ |
| 31 | Filip Urban           | 1-1       | 3-0    | 4-1    |
| 32 | Waldemar Rogowski     | 3-9       | 0-0    | 3-9    |
| 33 | Grzegorz Panfil       | 3-2       | 1-1    | 3-3    |
| 34 | Tomasz Lichon         | 2-3       | 1-0    | 3-3    |
| 35 | Lech Sidor            | 2-1       | 1-2    | 3-3    |
| 36 | Adam Skrzypczak       | 3-2       | 0-0    | 3-2    |
| 37 | Dawid Olejniczak      | 3-2       | 0-0    | 3-2    |
| 38 | Maks Kasnikowski      | 3-2       | 0-0    | 3-2    |
| 39 | Wiesław Nowicki       | 1-1       | 2-1    | 3-2    |
| 40 | Olaf Pieczkowski      | 3-0       | 0-0    | 3-0    |
| 41 | Radosław Nijaki       | 1-0       | 2-0    | 3-0    |
| 42 | Adam Baworowski       | 2-2       | 0-1    | 2-3    |
| 43 | Maciej Kost           | 2-2       | 0-1    | 2-3    |
| 44 | Piotr Jamroz          | 2-2       | 0-0    | 2-2    |
| 45 | Jurek Stasiak         | 2-1       | 0-1    | 2-2    |
| 46 | Bronisław Lewandowski | 1-2       | 1-0    | 2-2    |
| 47 | Filip Aniola          | 2-0       | 0-1    | 2-1    |
| 48 | Karol Drzewiecki      | 0-0       | 2-1    | 2-1    |
| 49 | Adam Chadaj           | 2-0       | 0-0    | 2-0    |
| 50 | Mateusz Kowalczyk     | 2-0       | 0-0    | 2-0    |
| 51 | Martyn Pawelski       | 2-0       | 0-0    | 2-0    |
| 52 | Czesław Dobrowolski   | 1-5       | 0-0    | 1-5    |
| 53 | Witold Meres          | 1-1       | 0-1    | 1-2    |
| 54 | Wojciech Jamroz       | 0-1       | 1-1    | 1-2    |
| 55 | Ernest Wittmann       | 0-0       | 1-1    | 1-1    |
| 56 | Szymon Walków         | 0-0       | 1-1    | 1-1    |
| 57 | Tomasz Berkieta       | 1-0       | 0-0    | 1-0    |
| 58 | Walenty Bratek        | 0-0       | 1-0    | 1-0    |
| 59 | Bernard Kaczorowski   | 0-0       | 1-0    | 1-0    |
| 60 | Krzysztof Kwinta      | 0-0       | 1-0    | 1-0    |

| #  | Tennista                | Singolare | Doppio | Totale |
| -- | ----------------------- | --------- | ------ | ------ |
| 61 | Tomasz Maliszewski      | 0-0       | 1-0    | 1-0    |
| 62 | Jan Radzio              | 0-2       | 0-5    | 0-7    |
| 63 | Edward Kleinadel        | 0-4       | 0-2    | 0-6    |
| 64 | Jerzy Stolarow          | 0-2       | 0-4    | 0-6    |
| 65 | Stanisław Czetwertyński | 0-4       | 0-0    | 0-4    |
| 66 | Przemysław Warmiński    | 0-2       | 0-2    | 0-4    |
| 67 | Wiesław Bielanowicz     | 0-2       | 0-2    | 0-4    |
| 68 | Piotr Szczepanik        | 0-3       | 0-0    | 0-3    |
| 69 | Stanisław Szczukiewicz  | 0-2       | 0-1    | 0-3    |
| 70 | Alfons Foerster         | 0-2       | 0-0    | 0-2    |
| 71 | Władysław Szwede        | 0-2       | 0-0    | 0-2    |
| 72 | Andrzej Tarnowski       | 0-2       | 0-0    | 0-2    |
| 73 | Błażej Koniusz          | 0-2       | 0-0    | 0-2    |
| 74 | Karol Steinert          | 0-0       | 0-2    | 0-2    |
| 75 | Jan Chytrowski          | 0-0       | 0-2    | 0-2    |
| 76 | Andrzej Wisnieski       | 0-1       | 0-0    | 0-1    |
| 77 | Robert Sliwinski        | 0-1       | 0-0    | 0-1    |
| 78 | Mariusz Zielinski       | 0-1       | 0-0    | 0-1    |
| 79 | Marcin Gawron           | 0-1       | 0-0    | 0-1    |
| 80 | Wojciech Marek          | 0-1       | 0-0    | 0-1    |
| 81 | Władysław Kuchar        | 0-0       | 0-1    | 0-1    |
| 82 | Jan Loth                | 0-0       | 0-1    | 0-1    |
| 83 | Czesław Spychała        | 0-0       | 0-1    | 0-1    |
| 84 | Jerzy Jasiński          | 0-0       | 0-1    | 0-1    |
| 85 | Pawel Ostrowski         | 0-0       | 0-1    | 0-1    |
| 86 | Marcin Rozpedski        | 0-0       | 0-1    | 0-1    |

## Andamento
La seguente tabella riflette l'andamento della squadra dal 1990 ad oggi.
| Pos.           | 90 | 91 | 92 | 93 | 94 | 95 | 96 | 97 | 98 | 99 | 00 | 01 | 02 | 03 | 04 | 05 | 06 | 07 | 08 | 09 | 10 | 11 | 12 | 13 | 14 | 15 | 16 | 17 | 18 | 19 | 21 | 22 | 23 | 24 |
| -------------- | -- | -- | -- | -- | -- | -- | -- | -- | -- | -- | -- | -- | -- | -- | -- | -- | -- | -- | -- | -- | -- | -- | -- | -- | -- | -- | -- | -- | -- | -- | -- | -- | -- | -- |
| Campione       |    |    |    |    |    |    |    |    |    |    |    |    |    |    |    |    |    |    |    |    |    |    |    |    |    |    |    |    |    |    |    |    |    |    |
| Finalista      |    |    |    |    |    |    |    |    |    |    |    |    |    |    |    |    |    |    |    |    |    |    |    |    |    |    |    |    |    |    |    |    |    |    |
| SF             |    |    |    |    |    |    |    |    |    |    |    |    |    |    |    |    |    |    |    |    |    |    |    |    |    |    |    |    |    |    |    |    |    |    |
| QF             |    |    |    |    |    |    |    |    |    |    |    |    |    |    |    |    |    |    |    |    |    |    |    |    |    |    |    |    |    |    |    |    |    |    |
| OF             |    |    |    |    |    |    |    |    |    |    |    |    |    |    |    |    |    |    |    |    |    |    |    |    |    |    |    |    |    |    |    |    |    |    |
| Qualificazioni | x  | x  | x  | x  | x  | x  | x  | x  | x  | x  | x  | x  | x  | x  | x  | x  | x  | x  | x  | x  | x  | x  | x  | x  | x  | x  | x  | x  | x  |    |    |    |    |    |
| Gruppo I       |    |    |    |    |    |    |    |    |    |    |    |    |    |    |    |    |    |    |    |    |    |    |    |    |    |    |    |    |    |    |    |    |    |    |
| Gruppo II      |    |    |    |    |    |    |    |    |    |    |    |    |    |    |    |    |    |    |    |    |    |    |    |    |    |    |    |    |    |    |    |    |    |    |
| Gruppo III     | x  | x  |    |    |    |    |    |    |    |    |    |    |    |    |    |    |    |    |    |    |    |    |    |    |    |    |    |    |    |    |    |    |    |    |
| Gruppo IV      | x  | x  | x  | x  | x  | x  | x  |    |    |    |    |    |    | x  |    |    |    |    |    |    | x  | x  | x  | x  | x  | x  | x  | x  | x  | x  |    |    |    |    |

Legenda
- Campione: La squadra ha conquistato la Coppa Davis.
- Finalista: La squadra ha disputato e perso la finale.
- SF: La squadra è stata sconfitta in semifinale.
- QF: La squadra è stata sconfitta nei quarti di finale.
- OF: La squadra è stata sconfitta negli ottavi di finale (1º turno). Dal 2019 sostituito dal Round Robin.
- Qualificazioni: La squadra è stata sconfitta al turno di qualificazione. Istituito nel 2019.
- Gruppo I: La squadra ha partecipato al Gruppo I della propria zona di appartenenza.
- Gruppo II: La squadra ha partecipato al Gruppo II della propria zona di appartenenza.
- Gruppo III: La squadra ha partecipato al Gruppo III della propria zona di appartenenza.
- Gruppo IV: La squadra ha partecipato al Gruppo IV della propria zona di appartenenza.
- x: Ove presente, la x indica che in quel determinato anno, il Gruppo in questione non è esistito nella zona geografica di appartenenza della squadra.